# Marktgebiet (Österreich)
Ein Marktgebiet in der Erdgaswirtschaft umfasst das Versorgungsgebiet eines oder mehrerer Fernleitungsnetzbetreiber. Gas, das in ein Marktgebiet eingespeist worden ist, kann zu einem einheitlichen Preis an jeden beliebigen Entnahmepunkt desselben Marktgebietes geliefert werden und kann daher zwischen Marktteilnehmern über einen sog. virtuellen Handelspunkt gehandelt werden.

## Hintergrund
Innerhalb eines Marktgebietes muss ein Gaslieferant den betreffenden Netzen stets die Menge an Gas einspeisen, die er oder seine Kunden den Netzen entnehmen, ohne dass es sich bei der entnommenen Menge auch um das vom Gaslieferanten zugeführte gleiche physische Gas handelt; dazu findet eine sog. Bilanzierung statt, durch die der Lieferant Einspeisungen und Ausspeisungen in das Netz ausgleicht. Somit hält ein Transportkunde oder Händler immer eine bestimmte Menge Gas innerhalb eines Marktgebiets, die auch frei gehandelt werden kann.
Innerhalb eines Marktgebietes gibt es eine Vielzahl von Bilanzkreisen, über die alle eingebrachten Handelsmengen abgerechnet werden. Die Bilanzkreise stellen somit die in einem Marktgebiet aktiven Händler bzw. Transportkunden dar. In jedem Bilanzkreis gibt es einen Bilanzkreisverantwortlichen (BKV), der einen Bilanzkreisvertrag mit dem Marktgebietsverantwortlichem abschließt, um den Ausgleich und die Abrechnung von Abweichungen zwischen ein‐ und ausgespeisten Gasmengen zu regeln. Dabei kann externe Regelenergie benötigt werden, um physische Differenzen zwischen Ein- und Ausspeisung ausgleichen zu können. Bilanzkreisverantwortliche sind für eine ausgeglichene Bewirtschaftung der Bilanzkreise und somit primär für die Vermeidung der Notwendigkeit von Regelenergie verantwortlich. Trotzdem entstehender Regelenergiebedarf wird durch Marktgebietsverantwortlichen (MGVen) zentral und diskriminierungsfrei durch entsprechende Ein- und Verkäufe ausgeglichen.
Der Transport von Gas innerhalb eines Marktgebietes erfolgt durch die Benennung von Ein- und Ausspeisemengen sowie -punkten (Entry-Exit-System). Für die Nutzung der Gasnetze werden Gebühren erhoben, die unabhängig von der Entfernung der Ein- und Ausspeisepunkte sind. Für den Netzzugang werden Entry- und Exitkapazitäten gebucht. Um dies zu ermöglichen, sind Netzbetreiber verpflichtet, freie Kapazitäten im Internet bekannt zu geben. Darüber hinaus müssen Ein- und Ausspeisepunkte benannt werden, zwischen denen das Gas transportiert werden kann. An diesen Punkten müssen die Netzbetreiber Ein- und Ausspeisekapazitäten anbieten, die unabhängig voneinander nutzbar sind, ohne dass sich der Transportkunde auf einen bestimmten, transaktionsabhängigen Transportpfad festlegen muss.

## Marktgebiete
Österreich ist seit 2013 in drei Marktgebiete aufgeteilt:
- Marktgebiet Ost (umfasst die Bundesländer Salzburg, Kärnten, Oberösterreich, Niederösterreich, die Steiermark, das Burgenland und Wien)
- Marktgebiet Tirol
- Marktgebiet Vorarlberg

Tirol und Vorarlberg sind nicht miteinander verbunden und werden über das deutsche Fernleitungsnetz beliefert. Sie sind nicht mit dem Gasnetz im Marktgebiet Ost verbunden, das über sein eigenes Fernleitungsnetz verfügt.
Seit Anfang der 2000er-Jahre ist die Anbindung des Marktgebiet Tirol an das Marktgebiet Ost im Gespräch. Für die Anbindung fehlt ein kurzes Teilstück zwischen Saalfelden und Hochfilzen (ca. 21 km). Im Jahr 2019 wurde die Anbindung von Tirol an das Marktgebiet Ost beschlossen. Voraussichtliche Fertigstellung der Anbindung ist Ende 2025. Die bauliche Umsetzung dieses Projektes erfolgt durch die Salzburg AG und TIGAS.